# Julienne (ruisseau)
Pour les articles homonymes, voir Julienne.
La Julienne est un ruisseau de Belgique coulant en province de Liège, affluent de la Meuse en rive droite. 

## Géographie
Elle prend sa source à Retinne, puis traverse la localité de Saive y arrosant le pied du vieux château. Elle passe dans le fond de Légipont, puis sous l'autoroute E40 et entre dans une petite vallée champêtre en partie boisée ; elle forme les étangs de la Julienne avant de se jeter dans la Meuse, à Argenteau.

Le nom évoque Sainte-Julienne de Cornillon, née à Retinne en 1192.

## Petit patrimoine minier
La vallée accueille des tombes scellant d'ancien puits miniers, dont des puits de la Société anonyme des Charbonnages d'Argenteau à proximité des étangs, et plus en amont le puits des vaches, qui dépendait de Société anonyme des Charbonnages des Quatre-Jean. 